# Krążowniki lekkie typu K

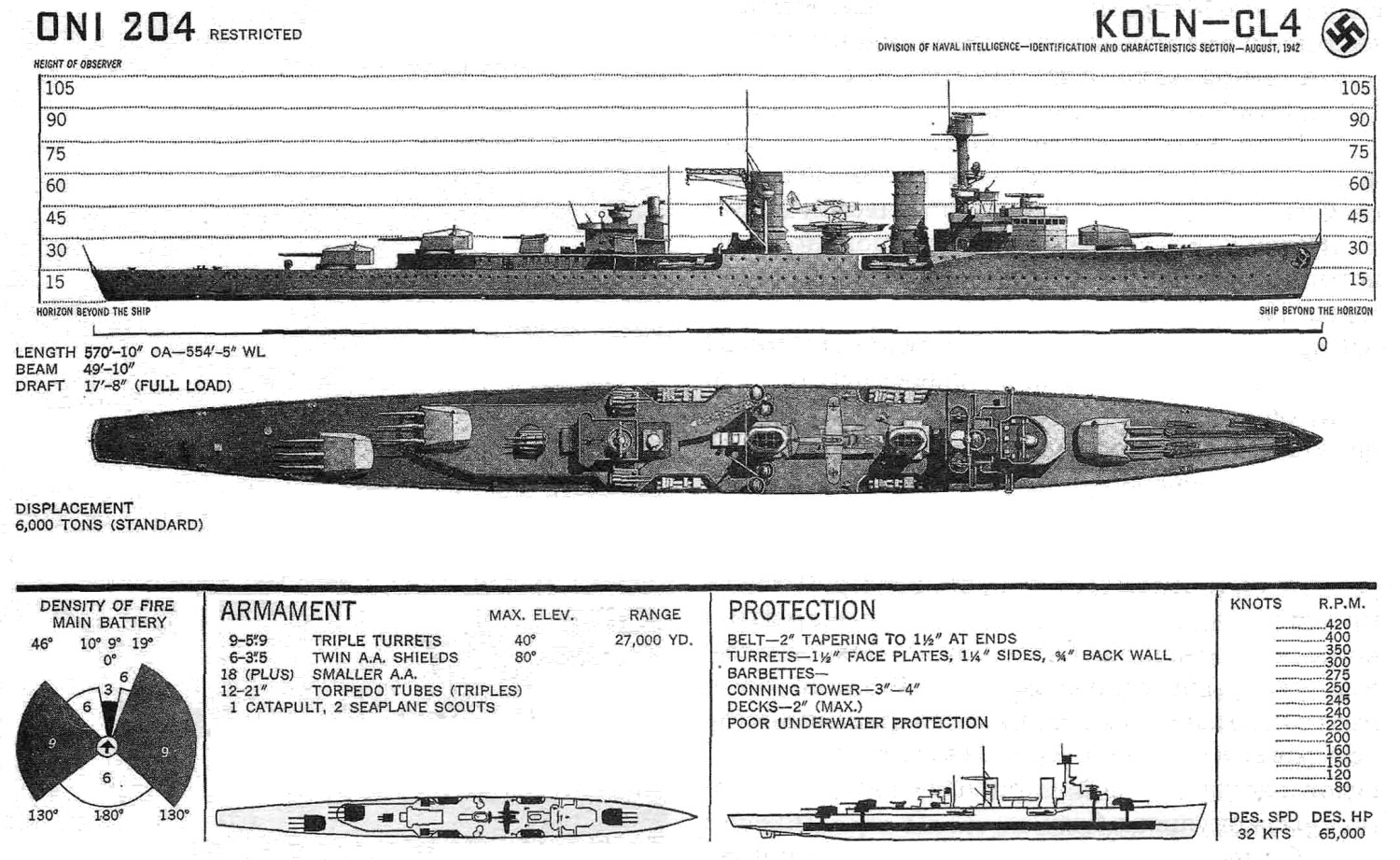
Uproszczony szkic rozpoznawczy. Widoczne rozmieszczenie artylerii i pancerza oraz sektory ostrzału dział (dolne rysunki).

Krążowniki typu K, określane też jako typ Königsberg – seria trzech niemieckich okrętów klasy krążowników lekkich z okresu międzywojennego i II wojny światowej. Stanowiły jedne z pierwszych nowoczesnych niemieckich okrętów skonstruowanych po I wojnie światowej. W momencie projektowania wyróżniały się nowoczesnym i silnym uzbrojeniem, będąc pierwszymi krążownikami z wieżami trzydziałowymi, jakie weszły do służby na świecie. Przed wojną intensywnie używano ich do szkolenia kadr Kriegsmarine, natomiast podczas wojny były mało intensywnie używane bojowo, poza kampanią norweską w 1940, w toku której zatonęły „Königsberg” i „Karlsruhe”. Trzeci okręt „Köln” przetrwał wojnę, po której został złomowany. Okręty typu K pozostały ostatnią zbudowaną serią niemieckich krążowników lekkich, a z ich konstrukcji wywodziły się dwa ostatnie pojedyncze niemieckie okręty tej klasy.

## Historia powstania i budowa
Postanowienia traktatu wersalskiego, nakładające ograniczenia na rozwój niemieckich sił zbrojnych po I wojnie światowej, zezwalały Niemcom na posiadanie jedynie 6 krążowników, o maksymalnej wyporności 6000 t i kalibrze dział 150 mm. Pierwszy nowo zbudowany po wojnie krążownik „Emden” stanowił jedynie modyfikację projektów z okresu I wojny światowej i dlatego równolegle z jego budową podjęto prace projektowe nad całkiem nowymi okrętami, pod kierownictwem inżyniera Albrechta Ehrenberga. Otrzymały one tradycyjne dla okrętów tej klasy nazwy niemieckich miast: Königsbergu (Królewca), Karlsruhe i Kolonii, stąd określa się je od pierwszych liter jako typ K (niem. K-Kreuzer), nazywany też Königsberg od pierwszego okrętu. Zbudowano je jako zamiana przestarzałych krążowników pancernopokładowych „Thetis”, „Medusa” i „Arcona”. Okręty te stanowiły jedyną serię niemieckich lekkich krążowników podczas II wojny światowej, a ostatnie zbudowane niemieckie krążowniki lekkie „Leipzig” i „Nürnberg”, były ich bezpośrednim rozwinięciem. Z racji, że były jednymi z pierwszych nowoczesnych niemieckich okrętów po I wojnie światowej, służyły intensywnie do szkolenia kadr Kriegsmarine przed wojną, odbywając wiele dalekich rejsów. Podobnie, jak pozostałe niemieckie krążowniki lekkie, były jednak mało intensywnie używane podczas II wojny światowej – poza atakiem na Norwegię, kiedy utracono dwa z nich. Nie miały żadnych starć z okrętami nawodnymi przeciwnika. Koszt budowy okrętów wynosił od 36 milionów Reichsmark („Karlsruhe”, „Köln”) do 38 milionów („Königsberg”).
| Nazwa      | Stocznia                         | Położenie stępki | Wodowanie        | Wejście do służby |
| Königsberg | Reichsmarinewerft, Wilhelmshaven | 12 kwietnia 1926 | 26 marca 1927    | 17 kwietnia 1929  |
| Karlsruhe  | Deutsche Werke, Kilonia          | 27 lipca 1926    | 20 sierpnia 1927 | 6 listopada 1929  |
| Köln       | Reichsmarinewerft, Wilhelmshaven | 7 sierpnia 1926  | 25 sierpnia 1928 | 15 stycznia 1930  |

## Opis i ocena konstrukcji
Krążowniki typu K stanowiły krok naprzód od projektu „Emden” pod względem nowoczesnego i silnego uzbrojenia, rozmieszczonego w wieżach trzydziałowych blisko osi symetrii okrętu. Były to pierwsze krążowniki z wieżami trzydziałowymi (wyprzedzając nieco amerykańskie krążowniki ciężkie typu Pensacola). Z ilością 9 dział 15 cm, posiadały o co najmniej jedno działo silniejszą salwę burtową od innych lekkich krążowników budowanych do połowy lat 30.; ich działa miały przy tym większą szybkostrzelność od dział francuskich okrętów typu Duguay-Trouin, które były traktowane jako główny punkt odniesienia. Artyleria krążowników rozmieszczona była nietypowo dla okrętów tej klasy, z jedną wieżą na dziobie („A”) i dwoma na rufie w dwóch poziomach – był to wariant „defensywny”, optymalizowany dla krążowników pełniących samotnie zadania rajderskie i zwiadowcze, ostrzeliwujących się podczas odwrotu (układ taki zastosowano ponadto jedynie w późniejszych szwedzkich krążownikach typu Tre Kronor). Przez to okręty zyskały charakterystyczną sylwetkę, z niskimi nadbudówkami przesuniętymi silnie w kierunku dziobu. Nietypowe było także rozmieszczenie wież rufowych, z których wyższa („B”) była przesunięta 2,25 m w lewo, a niższa („C”) 1,95 m w prawo od osi symetrii kadłuba – miało to na celu polepszenie sektora ostrzału przez wieże rufowe w kierunku dziobu okrętu (jednocześnie ograniczało jednak niektóre kąty ostrzału dla pełnej salwy burtowej 9 dział). Masa wieży wynosiła ok. 137 ton. Na etapie konstrukcji rozważano też uzbrojenie okrętów w 6 nowo opracowywanych dział 190 mm w dwudziałowych wieżach, lecz zrezygnowano z tego z powodu braku gotowości tych dział.
Artylerię przeciwlotniczą miały według projektu stanowić dwa nowe dwudziałowe stanowiska długolufowych dział 88 mm L/75 C/25 na nadbudówce rufowej przed wieżą dział "B", w osi podłużnej okrętu, lecz w chwili wejścia okrętów do służby, nie były jeszcze gotowe i okręty otrzymały dwa stare działa 88 mm L/45 na pojedynczych podstawach C/13, z maskami przeciwodłamkowymi. Próby nowych dział C/25 prowadzono na "Kölnie" w latach 1930/31, lecz okazały się one nieudane i je zdemontowano. Na okrętach dodano natomiast dwa dalsze dwa pojedyncze działa L/45, na platformach po obu stronach nadbudówki rufowej- łącznie było ich cztery. W końcu, w latach 1933/34 pojedyncze działa zamieniono na trzy nowe dwudziałowe stabilizowane stanowiska dział 88 mm L/76 C/32 (dwa na platformach po bokach nadbudówki rufowej i jedno przed wieżą „B”). W latach 1935/36 zamontowano też na okrętach lekkie uzbrojenie przeciwlotnicze: 4 podwójne stanowiska półautomatycznych armat 37 mm C/30 (po bokach nadbudówki dziobowej oraz katapulty) i 8 pojedynczych działek 20 mm C/30. Dalsze zmiany uzbrojenia przeciwlotniczego przechodził już tylko ocalały „Köln”, w drugiej połowie wojny. Uzbrojenie uzupełniało 12 wyrzutni torped 500 mm, w 4 potrójnych aparatach, umieszczonych po dwa na burtach na śródokręciu. W 1934 zamieniono je na nowe wyrzutnie standardowych niemieckich torped kalibru 533 mm. Okręty mogły być dostosowane do przenoszenia 120 min morskich przez instalację torów minowych na pokładach.

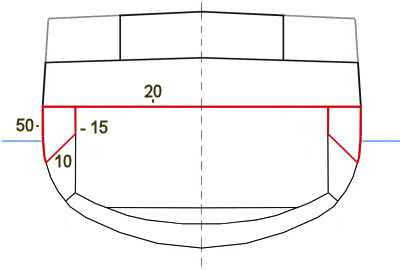
Schemat opancerzenia kadłuba krążowników typu K (na czerwono) – przekrój poprzeczny

Opancerzenie pionowe okrętów było jak na czas ich projektowania stosunkowo dobre, rozbudowane według charakterystycznego schematu dla krążowników niemieckich, z dodatkowym wewnętrznym pokładem pancernym ze skosami bocznymi. Burtowy pas pancerny w rejonie linii wodnej obejmował większość długości okrętu (126 m) – rozpoczynał się przed dziobową i kończył za rufową wieżą artyleryjską. Był on jednak dość wąski (2,5 m) i miał umiarkowaną grubość 50 mm. Za nim, wewnątrz kadłuba, umieszczona była jeszcze wzdłużna gródź grubości 15 mm w jej górnej części, łącząca się z dolną krawędzią pasa pancernego skosami grubości 10 mm, co polepszało ochronę wnętrza kadłuba. Pancerz wież – 30 mm z przodu i 20 mm z pozostałych stron – zabezpieczał głównie przed odłamkami. Opancerzenie kadłuba i wież nie zapewniało bezpieczeństwa przed ogniem krążowników, lecz dopiero w latach 30. zaczęto na świecie budować wyraźnie lepiej opancerzone okręty tej klasy. Opancerzenie poziome było dość słabe – stanowił je wewnętrzny pokład pancerny grubości 20 mm, a tylko nad komorami amunicyjnymi – 40 mm. Chroniło ono jednak przed pociskami kalibru 152 mm padającymi z góry na typowych odległościach walki poniżej 11 km. Pokład ten przykrywał od góry pas pancerny i podłużną gródź podwójnej burty.
Masa pancerza krążowników typu K wynosiła ok. 988 ton – 13% wyporności. Opancerzenie na skosach było nieco cieńsze, niż na „Emdenie”, z powodu dążenia do zmniejszenia masy. Również kadłub dzielił się na mniej przedziałów wodoszczelnych – 16. Okręty te miały niewystarczającą odporność na wybuchy podwodne (typową dla okrętów tej wielkości), nie posiadając biernej ochrony przeciwtorpedowej, jedynie na większości długości okrętu (75%) rozciągało się podwójne dno i podwójna burta (górna jej część stanowiła wewnętrzny pas pancerny).
W porównaniu do nowych zagranicznych lekkich krążowników, miały one umiarkowaną wielkość (z powodu ograniczeń traktatu wersalskiego, znacznie poniżej limitu traktatu waszyngtońskiego 10 000 ton). W związku z tym, słabością krążowników typu K okazała się niedostateczna wytrzymałość kadłubów, powodowana chęcią zachowania ograniczonej wyporności przy dobrym uzbrojeniu i opancerzeniu. W celu oszczędności na masie, większość – ok. 85% połączeń była wykonana spawaniem, które jednak nie było jeszcze wówczas techniką opanowaną w dobrym stopniu. Ponadto, miały one silnie wydłużone kadłuby, o stosunku długości do szerokości ponad 11:1. Jak się okazało, silne sztormy groziły okrętom tego typu pęknięciami w kadłubie i nadbudówkach.
W połowie lat 30. opracowano wzmocnienie kadłuba przez dobudowanie zewnętrznego „płaszcza” ze stali pancernej Wh (Wotan hart), oddalonego o 50–70 cm od dotychczasowej burty, polepszającego przy tym opancerzenie kadłuba i ochronę przeciwtorpedową. Powiększało to szerokość kadłuba o 1,4 m i wyporność standardową do 6730 t, a pełną do 8350 t, przy spadku prędkości o ok. 2 węzły. Grubość nowej burty nad dotychczasowym pasem pancernym wynosiła 14 mm, na zewnątrz tego pasa – 12 mm, a poniżej – 10 mm. Pokład górny otrzymał także pancerz grubości 16 mm. Modernizacja okazała się jednak kosztowna („Karlsruhe” – 5,7 mln marek). Miały być jej w założeniu poddane wszystkie krążowniki typu K oraz dwa nowsze krążowniki, lecz ostatecznie zdołano przed wojną przeprowadzić ją jedynie na „Karlsruhe”.
Zaletą było wyposażenie okrętów (od 1935 roku) w katapultę dla wodnosamolotów zwiadowczych, umieszczoną między kominami, lecz wodnosamoloty były słabo chronione przed wpływami atmosferycznymi z powodu braku hangaru. Początkowo okręty nie posiadały katapult z powodu zakazu posiadania przez Niemcy lotnictwa wojskowego, ale przewidziano na nie miejsce. Stosowano wodnosamoloty Heinkel He 60, a w czasie II wojny światowej – Arado Ar 196 (na „Köln” jednak w 1938 zdemontowano katapultę i wyposażenie lotnicze). Siłownia była w układzie liniowym, lecz jej podział był dość dobry z punktu widzenia podatności na uszkodzenia bojowe – w stronę rufy: dwa przedziały kotłowni (z jednym dużym kotłem w każdym), dwa przedziały kotłowni (z dwoma mniejszymi kotłami), przedział turbin głównych, przedział mechanizmów pomocniczych (reduktorów), przedział turbin marszowych i przedział silników. Jako pierwsze w świecie duże okręty krążowniki te otrzymały kombinowaną siłownię, turbinowo-dieslowską (układ COSOG) – można było używać silników dla prędkości ekonomicznej maksymalnie 10 węzłów. Początkowo rozważano siłownię w całości dieslowską, lecz brak było jeszcze wówczas odpowiednich silników. Rozwiązanie mieszane na „Koenigsbergach” jednak nie sprawdziło się w praktyce, gdyż prędkość rozwijana na silnikach była zbyt mała, utrudniała też wspólne operowanie z innymi okrętami o napędzie turbinowym, dla których była nieekonomiczna, a za to komplikowało to siłownię (silniki lub turbiny musiały być odłączane od wałów i nie mogły pracować równocześnie). Rozmiary siłowni i jej komplikację zwiększało też wydzielenie osobnych turbin dla prędkości marszowej (krążowniczej), oprócz turbin głównych. W przeciwieństwie do nowszych niemieckich okrętów, krążowniki typu K miały tradycyjną kotłownię o niższym ciśnieniu pary (16 at), lecz dzięki temu bardziej niezawodną. Wszystkie okręty na próbach uzyskały moc siłowni ponad 68 000 KM (przy projektowej 65 000 KM), lecz prędkość nieznacznie przekraczającą projektowe 32 węzły.

## Służba

### Königsberg

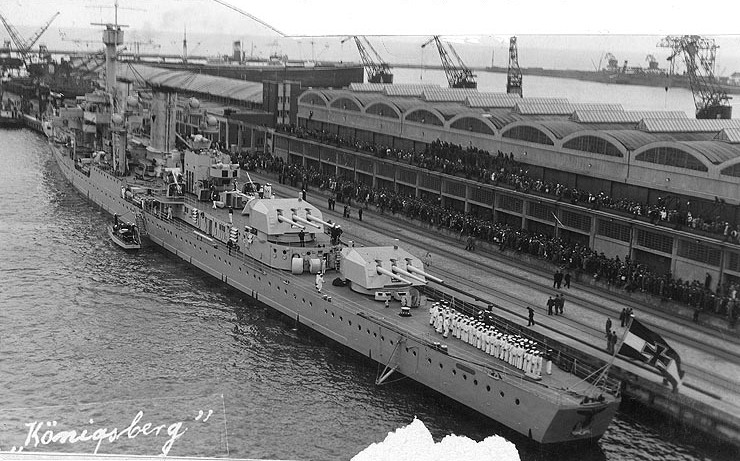
„Königsberg” z wizytą w Gdyni, 1935

Okręt był budowany jako krążownik „B” lub Ersatz Thetis (w celu zastąpienia krążownika „Thetis”). Położenie stępki 12 kwietnia 1926 w stoczni w Wilhelmshaven, wodowanie 27 marca 1927. Okręt wszedł do służby 17 kwietnia 1929, zastępując wycofany równocześnie krążownik „Nymphe”. Dopiero jednak w październiku 1929 ostatecznie zakończył wszystkie próby i poprawki i opuścił stocznię, udając się równocześnie w rejs do Hiszpanii. Po wejściu do służby, do lutego 1936 był okrętem flagowym Sił Rozpoznawczych i służył intensywnie do szkolenia, odbywając także rejsy na wodach europejskich. W lipcu 1934 razem z krążownikiem „Leipzig” wziął udział w pierwszej wizycie okrętów niemieckich w Wielkiej Brytanii po I wojnie światowej. W sierpniu 1935 złożył wizytę w Gdyni. Od 1936 przestał być okrętem flagowym Sił Rozpoznawczych i był wykorzystywany jako szkolny okręt artyleryjski. Na przełomie 1936 i 1937 pełnił na krótko służbę patrolową na wodach ogarniętej wojną domową Hiszpanii w ramach Komitetu Nieinterwencji (w rzeczywistości wspomagając blokadę Republiki).
Po wybuchu II wojny światowej, pierwszą operacją bojową „Königsberga” był udział w stawianiu min na Morzu Północnym od 3 września 1939 (operacja Westwall). Pierwszą poważniejszą operacją stał się atak na Norwegię w 1940 (operacja Weserübung). Miał on zająć Bergen, transportując 750 żołnierzy, w składzie 3. grupy, m.in. z krążownikiem „Köln”. Częściowo dzięki podstępowi Niemców, podających się za okręty brytyjskie, udało się im rankiem 9 kwietnia 1940 wysadzić żołnierzy. Jednakże „Königsberg” został następnie ostrzelany przez norweską baterię nadbrzeżną i trafiony trzema pociskami.

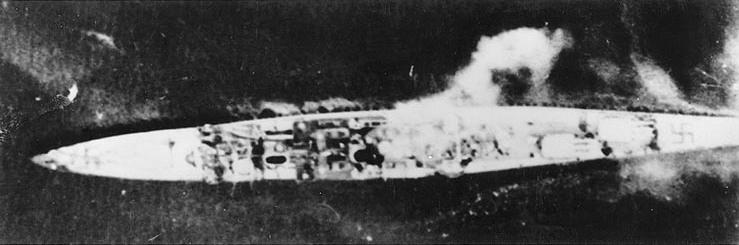
„Königsberg”, najprawdopodobniej podczas ataku brytyjskich bombowców 10 kwietnia 1940

Gdy pozostałe okręty grupy powróciły do Niemiec, uszkodzony „Königsberg” tymczasowo pozostał w porcie w Bergen. Został tam następnie rano 10 kwietnia 1940 zatopiony przez brytyjskie bombowce nurkujące Blackburn Skua z 803. i 800. Dywizjonów FAA, startujące z bazy na Orkadach, otrzymując trzy bezpośrednie i trzy bliskie trafienia bombami 227 kg. W 1942 wrak został podniesiony, po wojnie został złomowany.

### Karlsruhe
Okręt był budowany jako krążownik „C” lub Ersatz Medusa (w celu zastąpienia krążownika „Medusa”). Położenie stępki 27 czerwca 1926 w stoczni Deutsche Werke w Kilonii, wodowanie – 20 sierpnia 1927. Okręt wszedł do służby 6 listopada 1929, zastępując krążownik „Berlin”. Był następnie intensywnie wykorzystywany w rejsach zagranicznych, prezentując banderę niemiecką na świecie.

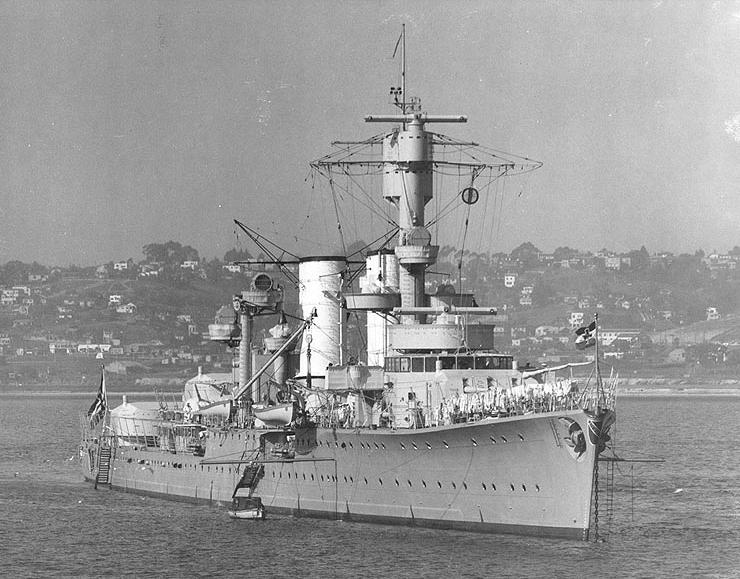
Krążownik „Karlsruhe” 28 marca 1934 w San Diego

Od maja do grudnia 1930 odbył pierwszy szkolny rejs zagraniczny – z Niemiec przez Morze Śródziemne i Kanał Sueski, wokół Przylądka Dobrej Nadziei, do Ameryki Południowej i z powrotem do Niemiec. Od listopada 1931 do grudnia 1932 krążownik odbył kolejny daleki rejs przez Atlantyk i Kanał Panamski na Hawaje, płynąc w drodze powrotnej wokół przylądka Horn i wzdłuż wschodniego wybrzeża obu Ameryk. Od października 1933 do czerwca 1934 odbył rejs dookoła świata w kierunku wschodnim, przez kanały Sueski i Panamski. Na przełomie 1934 i 1935 ponownie odwiedził Amerykę Południową i Północną, w tym zachodnie wybrzeże (Vancouver), a na przełomie 1935 i 1936 Afrykę południową, Azję południowo-wschodnią i Japonię, co zakończyło się ponownym rejsem dookoła świata. Podczas tego rejsu doznał uszkodzeń kadłuba w sztormie 13 marca 1936 na Oceanie Spokojnym, w związku z czym okręt używano następnie jako szkolny na wodach niemieckich. W styczniu i lutym, a następnie w czerwcu 1937 pełnił służbę patrolową na wodach ogarniętej wojną domową Hiszpanii w ramach Komitetu Nieinterwencji (w rzeczywistości wspomagając blokadę Republiki). W związku z nadwerężeniem kadłuba, od czerwca 1938 rozpoczęto na „Karlsruhe”, jako jedynym okręcie typu, głęboką modernizację w celu wzmocnienia kadłuba, polegającą na poszerzeniu go o 1,4 m. Ukończono ją pod koniec 1939, już po wybuchu II wojny światowej.
Pierwszą operacją bojową „Karlsruhe” był atak na Norwegię rankiem 9 kwietnia 1940. Miał on w składzie niewielkiej 4. grupy wysadzić i wesprzeć wojska zajmujące bazę Kristiansand na południu kraju. W toku operacji „Karlsruhe” walczył nieskutecznie z norweską artylerią nadbrzeżną znajdującą się na wysokim brzegu, lecz wysadzony przez niemieckie okręty desant opanował baterie i port. Podczas powrotu krążownika z trzema torpedowcami do Niemiec wieczorem 9 kwietnia, został on około godz. 20 storpedowany przez brytyjski okręt podwodny HMS „Truant” jedną torpedą w rufę i unieruchomiony. Pomimo istnienia szans na uratowanie okrętu, został on opuszczony przez załogę i dobity dwoma torpedami przez niemiecki torpedowiec „Greif”.

### Köln

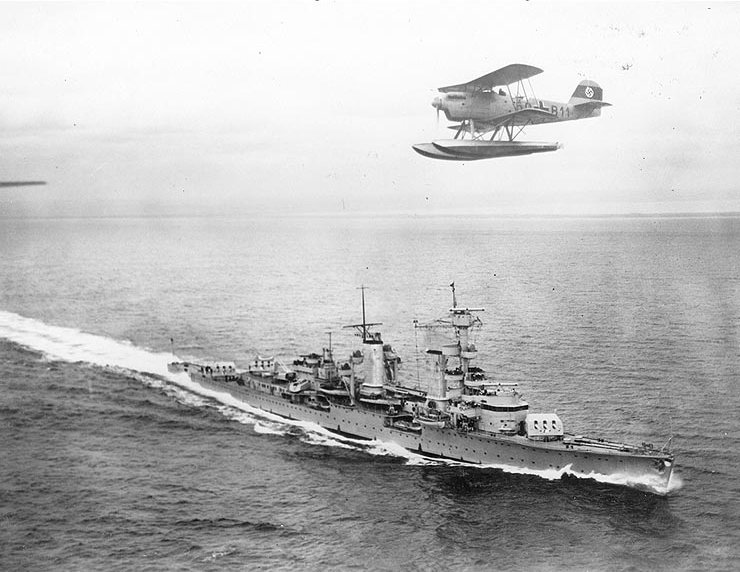
„Köln” w latach 1935–1938, z wodnosamolotem He 60. Artyleria główna jest zwrócona w stronę obiektywu.

Zamówiony był jako krążownik „D” lub Ersatz Arcona. Wszedł do służby 15 stycznia 1930, zastępując wycofany równocześnie krążownik „Amazone”. Używany przed wojną do szkolenia marynarzy. Od grudnia 1932 do grudnia 1933 odbył rejs przez Kanał Sueski do wysp Azji południowo-wschodniej, Australii, Japonii i Chin i z powrotem. Od lipca 1936 do października 1937 pięciokrotnie pełnił służbę patrolową na wodach ogarniętej wojną domową Hiszpanii w ramach Komitetu Nieinterwencji, w rzeczywistości wspomagając blokadę Republiki. W 1938 z krążownika zdemontowano katapultę z wodnosamolotem, jako przygotowanie do modernizacji, której ostatecznie nie przeprowadzono. 23 marca 1939 wziął udział w aneksji przez Niemcy Kłajpedy.
Po wybuchu II wojny światowej, stawiał miny na Morzu Północnym między 3 a 18 września 1939 (operacja Westwall). 12–13 grudnia wziął udział w wypadzie lekkich sił na Dogger Bank, podczas którego pozostałe dwa krążowniki zostały storpedowane przez okręt podwodny. Po uszkodzeniu krążownika „Nürnberg” w tej akcji, „Köln” został okrętem flagowym Sił Zwiadowczych. Następnie wziął udział w ataku na Norwegię w 1940. Transportując żołnierzy, zajął 9 kwietnia 1940 Bergen, jako okręt flagowy 3. grupy. Uniknął uszkodzeń od ognia norweskich baterii nadbrzeżnych, a następnie powrócił do Niemiec, unikając nalotu brytyjskiego następnego dnia (w którym zatonął „Königsberg”). W maju 1940 stawiał miny na Morzu Północnym, po czym głównie bazował na Bałtyku i używany był do celów szkolnych. W 1941 testowano na nim śmigłowiec Flettner Fl 282 Kolibri, startujący z tymczasowej platformy umieszczonej na wieży rufowej.

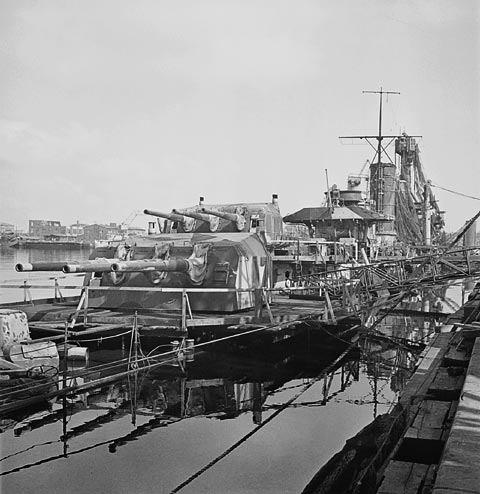
„Köln” zatopiony przez bomby w porcie Wilhelmshaven – zdjęcie z 7 maja 1945

Po ataku na ZSRR, we wrześniu 1941 „Köln” wszedł w skład północnej grupy floty bałtyckiej (Baltenflotte), utworzonej przez Niemców w celu przeciwdziałania ewentualnym próbom przedarcia się okrętów floty radzieckiej. 12 października bezskutecznie ostrzeliwał baterie nadbrzeżne na wyspie Dago (operacja Ostpreussen), po czym powrócił do zadań szkolnych. W 1942 przeszedł remont i otrzymał radar FuMO 21. W lipcu przebazowano go do Norwegii, gdzie stacjonował w Narwiku. Jednakże z powodu ograniczonej dzielności morskiej i zasięgu krążownika, został on użyty tylko do jednej bezskutecznej akcji, po czym w lutym 1943 wycofano go do Niemiec i przeniesiono do rezerwy. W 1944 ponownie okręt przywrócono do służby, wzmacniając mu przy tym w niewielkim stopniu lekką artylerię przeciwlotniczą. Po remoncie w Königsbergu, w październiku 1944 został ponownie użyty bojowo, do postawienia min w Skagerraku, po czym został przebazowany do Oslofjordu w południowej Norwegii. 13 grudnia 1944 odniósł uszkodzenia wałów napędowych na skutek bliskich wybuchów podczas nalotu brytyjskiego, po czym w styczniu 1945 został skierowany na remont do Niemiec. 14 stycznia został dokowany w Wilhelmshaven. Podczas nalotu amerykańskiego 30 marca dok został uszkodzony i „Köln” osiadł na płytkim dnie, w dalszym ciągu służąc jako bateria artylerii wzmacniająca obronę portu. Po wojnie okręt i dok złomowano, prace zakończyły się dopiero w 1956.

## Dane techniczne
- wyporność[a]:
  - standardowa: 6000 ts, później do 6380 ts
  - konstrukcyjna: 6750 t
  - pełna: 7700 ts, później do 8130 ts
- wymiary:
  - długość całkowita: 174 m
  - długość na linii wodnej: 169 m[2]
  - szerokość: 15,2 m
  - zanurzenie: 5,56 m (dla wyporności 6000 ts) – 6,42 m (dla wyporności 7700 ts)[2]
- napęd: 4 turbiny parowe o mocy łącznej 68 000 KM (6 kotłów parowych Schulz-Thornycroft(inne języki) o ciśnieniu 16 at) oraz 2 silniki wysokoprężne MAN o mocy 1800 KM dla prędkości ekonomicznej, 2 śruby
- prędkość maksymalna: 32 w
- zasięg: 7300 mil morskich przy prędkości 17 w i 8000 mil na silnikach wysokoprężnych z prędkością 10 w (w praktyce niższy o ok. połowę)[10]
- zapas paliwa: normalny 1100 t ropy do kotłów i 139 t dla silników, maksymalny 1300 t ropy dla kotłów i 150 t dla silników
- załoga: 514 (stan pokojowy, w tym 21 oficerów) – 850[2]

### Uzbrojenie i wyposażenie
- po wejściu do służby:
  - 9 dział kalibru 149,1 mm (nominalnie 15 cm) SK C/25, w wieżach trzydziałowych Drh Tr C/25[7]
    - długość lufy L/60 (60 kalibrów – w rzeczywistości L/57 – 8570 mm), kąt podniesienia -10°+40°, masa pocisku 45,5 kg, donośność maksymalna 25 700 m[7], zapas amunicji 120 pocisków na działo[2].

  - 2→4 pojedyncze działa przeciwlotnicze 88 mm Flak L/45 na podstawie MPL C/13 z maskami ochronnymi
  - 12 wyrzutni torpedowych 500 mm (4xIII) (zapas 24 torped)
  - 120 min morskich (możliwość przenoszenia)

- od 1934-36:
  - 9 dział 149,1 mm SK C/25
  - 6 dział przeciwlotniczych 88 mm SK C/32 w stanowiskach Dop.L. C/32 (3xII) (od 1933/34)
    - długość lufy L/76, kąt podniesienia -10°+80°, masa pocisku 9 kg, donośność pozioma 17 200 m, pionowa 12 400 m[7], zapas amunicji 400 pocisków na działo[2].

  - 8 działek przeciwlotniczych 37 mm SK C/30 na podstawach LC/30 (4xII) (od 1935/36)
  - 8 działek przeciwlotniczych 20 mm L/65 C/30 (8xI) (od 1935/36)
  - 12 wyrzutni torpedowych 533 mm (4xIII, zapas 24 torped G-7a) (od 1934)[7]
  - 120 min morskich (możliwość przenoszenia)
  - 2 wodnosamoloty Heinkel He 60, od ok. 1939 Arado Ar 196, katapulta (od 1935)

Wyposażenie (początkowe):
- 3 dalmierze 6-metrowe[7]
- 3 dalmierze 3-metrowe przeciwlotnicze[7]
- hydrolokator pasywny GHG (Gruppenhorchgerat)
- echosonda nawigacyjna NHG[9]
- 5 reflektorów 140 cm[2]

### Opancerzenie
- pionowe:
  - pas burtowy: 50 mm
  - wewnętrzna gródź wzdłużna: 15 mm i skosy pokładu pancernego: 10 mm
  - grodzie poprzeczne na początku i końcu pasa pancernego: 70 mm
- poziome: wewnętrzny pokład pancerny: 20 mm (40 mm nad komorami amunicyjnymi)
- wieże artylerii głównej: przód 30 mm, boki, tył i dach 20 mm
- barbety wież artylerii głównej: 30 mm[2]
- stanowisko dowodzenia: 100 mm, dach 30 mm[4]
- szyb komunikacyjny ze stanowiska dowodzenia: 50 mm[2]